# Aleksandr Mikhailovich Vasilevsky
Aleksandr Mikhailovich Vasilevsky (tiếng Nga: Алекса́ндр Миха́йлович Василе́вский) (1895-1977) là một chỉ huy Hồng quân nổi tiếng, từ năm 1943 là Nguyên soái Liên bang Xô viết. Ông là Tổng Tham mưu trưởng Hồng quân và Thứ trưởng Bộ Quốc phòng Liên Xô trong Chiến tranh thế giới thứ hai. Với cương vị Tổng Tham mưu trưởng, Vasilevsky là người chịu trách nhiệm cho việc lên kế hoạch và phối hợp hầu hết các chiến dịch của Hồng quân, từ Chiến dịch phản công Stalingrad đến Chiến dịch Đông Phổ.
Vasilevsky bắt đầu cuộc đời binh nghiệp từ Chiến tranh thế giới thứ nhất, đến năm 1917, ông mang quân hàm Đại úy. Ngay từ sau Cách mạng tháng Mười 1917, Vasilevsky đã gia nhập Hồng quân và tham gia Chiến tranh Nga - Ba Lan. Từ năm 1930, ông đã là chỉ huy trung đoàn và thể hiện kỹ năng tổ chức và huấn luyện quân đội rất tốt. Từ năm 1937, Vasilevsky bắt đầu làm việc tại Bộ Tổng Tham mưu Hồng quân.
Trong Chiến tranh Vệ quốc vĩ đại, Vasilevsky nhận nhiệm vụ phối hợp và thực hiện nhiều chiến dịch tấn công của Hồng quân ở vùng thượng Sông Đông, Donbass, Krym, Belarus và các nước vùng Baltic, kết thúc là chiến dịch giải phóng Königsberg tháng 4 năm 1945. Từ tháng 7 năm 1945, ông là Tư lệnh các Lực lượng Vũ trang Xô viết tại Viễn Đông và thực hiện Chiến dịch Mãn Châu Lý, ông cũng là người nhận sự đầu hàng của quân đội Nhật Bản sau chiến dịch này.
Sau chiến tranh, Vasilevsky là Bộ trưởng Bộ Quốc phòng Liên Xô đến năm 1953. Sau khi mất, Vasilevsky được chôn cất tại chân tường Điện Kremlin, bên Quảng trường đỏ vì những đóng góp to lớn của ông cho đất nước Liên Xô.

## Tiểu sử
Vasilevsky sinh ngày 30 tháng 9 (lịch cũ của Nga là ngày 18 tháng 9) năm 1895 tại Novaya Golchikha. Bố ông, Mikhail Aleksandrovich Vasilevsky, là linh mục của nhà thờ Thánh Nicholas ở gần đó, còn mẹ ông, Nadezhda Ivanovna Sokolova, là con gái của một linh mục ở làng Ugletz bên cạnh. Theo như Vasilevsky kể lại, gia đình của ông rất nghèo, bố ông phải dành phần lớn thời gian kiếm tiền nuôi gia đình còn những đứa con nhà Vasilevsky đều phải ra đồng làm việc. Năm 1897, cả gia đình chuyển đến vùng Novopokrovskoe, tại đây ông bắt đầu đi học tại trường của nhà thờ. Năm 1909, Vasilevsky vào học tại Trường dòng Kostroma.

## Sự nghiệp

### Chiến tranh thế giới thứ nhất và Nội chiến
Sau khi học tại trường dòng và làm giáo viên được vài năm, Vasilevsky dự định trở thành một nhà nông học hoặc địa chính nhưng Chiến tranh thế giới thứ nhất nổ ra đã làm đảo lộn kế hoạch của ông. Vasilevsky tình nguyện nhập ngũ và vào học tại Học viện Quân sự Aleksev tháng 2 năm 1915. Tháng 5 năm 1915, ông được điều ra mặt trận với quân hàm Chuẩn úy (Прапорщик).
Từ tháng 6 đến tháng 9, Vasilevsky phục vụ trong các trung đoàn dự bị. Ông chỉ thực sự tham gia chiến đấu từ tháng 9 với vị trí chỉ huy một bán đội (polurotny) của Trung đoàn Novokhopersky số 409 thuộc Sư đoàn số 109, Tập đoàn quân số 9 Nga. Từ mùa xuân năm 1916, Vasilevsky trở thành một trong số các chỉ huy đại đội xuất sắc nhất của trung đoàn và được thăng hàm Thượng úy (Штабс-капитан) cùng năm ở tuổi 22.
Tập đoàn quân 9 thuộc Phương diện quân Tây Nam của Nga lúc bấy giờ đảm trách đối đầu với Tập đoàn quân 7 của Áo. Ngày 22 tháng 5 năm 1916, toàn bộ Phương diện quân Tây - Nam do tướng Brusilov chỉ huy bắt đầu tấn công. Tuyến phòng thủ của địch bị phá vỡ, quân Áo bắt đầu rút lui toàn bộ. Tập đoàn quân 9 vừa đánh vừa mở rộng phạm vi tác chiến của mình. Sư đoàn bộ binh của Vasilevsky sau khi vượt qua dãy núi Opstina Mare và Opstina Fredeu đã chiếm Chernopsui và tiến về Transinvany. Ngày 14 tháng 8 năm 1916, Rumani tuyên chiến với Áo - Hung, nhưng do không được chuẩn bị nên nhanh chóng thất bại. Bộ chỉ huy Nga đành phái quân đội đến thành lập một Phương diện quân mới là Phương diện quân Rumani trong đó có Tập đoàn quân 9. Sư đoàn 103, nơi mà Vasilevsky chiến đấu được tung vào hết khu vực này đến khu vực khác để bảo vệ các thành phố của Rumani chống lại các cuộc tấn công của Áo. Cuộc tấn công thắng lợi của Phương diện quân Tây- Nam đã đi vào lịch sử với tên gọi Cuộc đột phá của Brusilov. Mặc dù những kết quả của nó không được tận dụng một cách đầy đủ do sự hoạt động thiếu tích cực của Phương diện quân Tây ở bên cạnh và của Bộ chỉ huy tối cao đứng đầu la Sa hoàng nhưng cuộc tiến công đó vẫn nổi tiếng trên thế giới và đã ảnh hưởng đến tiến trình và kết cục của cuộc Chiến tranh thế giới thứ nhất. Đối với Vasilevsky cuộc tiến công này có ý nghĩa lớn, nó tạo ra trong đầu óc những quan điểm về tổ chức và tiến hành trận đánh, điều đó giúp ích rất nhiều cho ông trong những năm tháng sau này.
Tháng 11 năm 1917, ngay sau Cách mạng tháng Mười, Vasilevsky quyết định giải ngũ. Tháng 12 cùng năm, trong khi quay về nhà, ông được tin các chiến sĩ trong Trung đoàn 409, lúc này đóng quân ở Ukraina đã bầu ông làm chỉ huy. Tuy nhiên, theo đề nghị của cấp trên, ông từ chối chức vụ này và trở về làm giáo viên tại tỉnh Tula.
Tháng 4 năm 1919, Vasilevsky gia nhập Hồng quân, thoạt đầu chỉ huy 100 người chống lại quân phỉ và quân phiệt Kulak ở địa phương. Sau đó nhờ có uy tín nên ông dần trải qua các chức vụ Tiểu đoàn trưởng, Trung đoàn phó, Trung đoàn trưởng Hồng quân chiến đấu ở Mặt trận phía nam chống lại quân Bạch vệ Denikin. Mặt trận phía Nam thắng lợi, tháng 12 ông được cử ra mặt trận phía Tây với cương vị Phó Chỉ huy Trung đoàn 427 thuộc Lữ đoàn 32 Hồng quân tham chiến trong Chiến tranh Nga - Ba Lan.
Đây là giai đoạn quan trọng thứ 2 trong thời kỳ đầu của đời binh nghiệp Vasilevsky. Tháng 5 năm 1920, Phương diện quân Tây do M.N.Tukhachevsky chỉ huy, phái một cánh quân tiến dọc biên giới Latvia tiến sát Đông Phổ để đánh bọc sườn quân đội tư sản địa chủ Ba Lan, mũi chính diện (trong đó có đơn vị của Vasilevsky) công kích trực tiếp vào tuyến phòng thủ của địch và đã chọc thủng nhanh chóng phòng tuyến quân Ba Lan, sau đó tiếp tục tiến đánh rất nhanh dọc theo tuyến đường sắt Polosk - Molodesno. Trong lúc Hồng quân đang say sưa với chiến quả thì ngay lập tức đụng phải lực lượng thiết giáp của đối phương, do thiếu hỏa lực chống tăng nên đã bị tổn thất nặng nề buộc phải rút lui. Nhưng ngay sau đó, nhờ bổ sung quân số và trang bị, Hồng quân lại đánh lui được các đơn vị thiết giáp của Ba Lan và tiếp tục tiến thẳng về Varsava. Đến sông Neman, Hồng quân lại đụng phải tuyến phòng thủ công sự vững chắc của Đức có từ Chiến tranh thế giới thứ nhất nên bị tổn thất nặng buộc phải ngừng tấn công, lại thiếu sự yểm trợ của đơn vị bên cạnh và đã đi quá xa căn cứ hậu cần nên gặp nhiều khó khăn. Sau đó quân Ba Lan được trang bị thêm vũ khí tiến hành tổng phản công. Kiệt sức, không thể chịu đựng nổi, Hồng quân buộc phải rút lui. Quân Ba Lan tiếp tục truy kích nhưng cũng dần kiệt sức qua các trận đánh nên kết quả là hai bên phải ký kết hòa ước Riga và tháng 10 để chấm dứt chiến tranh. Đối với Vasilevsky, cuộc chiến với Ba Lan đem lại nhiều bài học bổ ích về sự phối hợp nhịp nhàng giữa mọi bộ phận của các cánh quân, công tác hậu cần, đột phá công sự địch, việc chống hỏa lực thiết giáp của đối phương và ranh giới của thành bại chỉ trong gang tấc.
Sau khi chiến tranh Ba Lan kết thúc, Vasilevsky còn chỉ huy các đơn vị Hồng quân tham gia tiêu diệt lực lượng tàn quân Bạch vệ và phỉ tại Belarus và tỉnh Smolensk cho đến hết nội chiến năm 1922.

### Giữa hai cuộc đại chiến
Sau khi Nội chiến kết thúc, Vasilevsky lần lượt chỉ huy các Trung đoàn Bộ binh số 142 và 143, tại đây ông đã thể hiện khả năng tổ chức và huấn luyện rất tài tình. Năm 1926, Vasilevsky vào học một năm thuộc phân khoa cán bộ chỉ huy trung đoàn thuộc khóa chiến thuật bộ binh Vystrel. Sau khi kết thúc khóa học, Vasilevsky trở về Trung đoàn 143, thuộc Quân khu Moskva. Lúc này, Tư lệnh quân khu Moskva là Boris Shaposhnikov (từ năm 1940 là Nguyên soái Liên Xô, Tổng Tham mưu trưởng Hồng quân). Trong một thời gian dài, hai người đã cùng làm việc trong những điều kiện làm việc hết sức khác nhau, đôi khi rất phức tạp, và năng lực của Vasilevsky đã giành được trọn vẹn sự tín nhiệm của Shaposhnikov và B.M. Shaposhnikov sau đó đã trở thành người bảo trợ quan trọng cho Vasilevsky cho đến khi mất năm 1945.

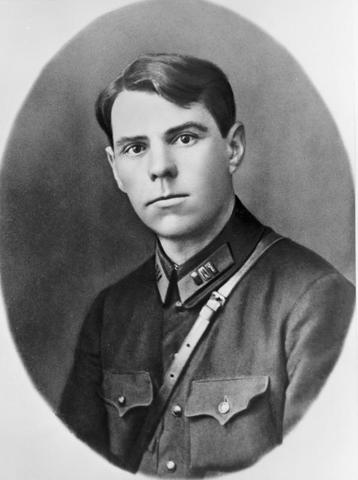
Vasilevssky trong quân phục với cấp bậc Trung đoàn trưởng (Командир полка) năm 1928

Năm 1928, ông được chỉ định làm Trung đoàn trưởng Trung đoàn 144, nhằm mục đích nhanh chóng đưa trung đoàn này thoát khỏi tình trạng yếu kém. Vào mùa thu năm 1929, trong một cuộc diễn tập, Trung đoàn 144 đã đứng đầu sư đoàn. Vào những năm đó, trong Hồng quân có cuộc cải tổ về kỹ thuật, bộ binh được trang bị vũ khí mới. Đồng thời, lực lượng thiết giáp xe tăng cũng được tách ra thành binh chủng độc lập. Vũ khí và phương tiện chiến đấu mới đòi hỏi có sự thay đổi về nghệ thuật quân sự. Tukhachevsky, Triandafillov và một số cộng sự đã đề xướng những cơ sở cho việc nghiên cứu lý luận chiến dịch theo chiều sâu sau này. Lý luận chiến dịch theo chiều sâu coi việc đồng loạt phá tan tuyến phòng ngự của địch trên toàn bộ chiều sâu của nó là cách hoàn toàn tiêu diệt lực lượng địch, sử dụng xe tăng làm lực lượng đột kích mạnh và việc nhanh chóng chọc thủng tuyến phòng thủ và tiến vào địa bàn tác chiến ở hậu phương địch được đảm bảo bằng cách sử dụng không quân và các đơn vị đổ bộ đường không. Lý luận này đã trở thành xương sống, có ý nghĩa quyết định chiến thắng của Hồng quân trong Chiến tranh Vệ quốc vĩ đại.
Triandafilov giữ chức vụ quan trọng trong Bộ Tổng tham mưu Hồng quân, khi đi xuống các đơn vị, thường gặp gỡ và nói chuyện lâu với Vasilevsky. Những cuộc nói chuyện này đã có tác dụng trong việc hình thành tư duy tác chiến của Vasilevsky, giúp Vasilevsky nắm vững phương pháp tiến hành trận đánh hiện đại và những nguyên tắc hợp đồng tác chiến giữa các binh chủng.
Ông cũng làm quen với những tướng lĩnh nổi tiếng như Kliment Yefremovich Voroshilov. Năm 1931, Vasilevsky tới công tác tại Cục quân huấn của Hồng quân. Khả năng lãnh đạo và các mối quan hệ tốt đã đưa Vasilevsky tới vị trí Chỉ huy các chương trình huấn luyện Hồng quân năm 1931. Trong vị trí này ông đã gặp mặt nhiều lãnh đạo của Hồng quân như Nguyên soái Tukhachevsky và tướng Georgy Konstantinovich Zhukov, người đã có nhận xét về Vasilevsky là "một người đàn ông biết rõ công việc của mình như ông đã trải qua một thời gian dài chỉ huy một trung đoàn và những luôn nhận được sự tôn trọng từ các đồng chí.". Năm 1934, Vasilevsky được bổ nhiệm làm Giám sát viên cao cấp đào tạo quân sự của Quân khu Volga.
Mùa thu năm 1936, Vasilevsky vào học tại Học viện Bộ Tổng tham mưu. Tại đây ông đã nghiên cứu những vấn đề quan trọng của chiến lược quân sự dưới sự giảng dạy của nhiều tướng lĩnh có kinh nghiệm, trong đó có Tukhachevsky. Đến giữa năm 1937, Stalin tiến hành Đại thanh trừng loại bỏ một số lượng rất lớn các chỉ huy quân sự cấp cao, dọn sạch một số vị trí ở Bộ Tổng Tham mưu, lại bất ngờ tạo cơ hội cho các tướng lĩnh trẻ thăng tiến.
Do đó, tháng 10 năm 1937, Vasilevsky được điều vào làm việc tại Bộ Tổng Tham mưu Hồng quân, một năm sau ông trở thành Cục phó Cục tác chiến và cùng với Shaposhnikov chịu trách nhiệm lập kế hoạch cho Chiến tranh mùa Đông. Kể từ khi làm việc tại Bộ Tổng tham mưu, do điều kiện cùng Shaposhnikov thường xuyên, Vasilevsky đã nhiều cuộc tiếp xúc trực tiếp với lãnh tụ Stalin.
Ông được thăng cấp Lữ đoàn trưởng (Комбриг) ngày 16 tháng 8 năm 1938.

### Chiến tranh thế giới thứ hai

#### Giai đoạn đầu và trận Moskva
Từ tháng 8 năm 1941, Vasilevsky được thăng chức Cục trưởng Cục tác chiến và Phó Tổng tham mưu trưởng Bộ Tổng tham mưu, trở thành một trong những lãnh đạo quan trọng nhất của Hồng quân Liên Xô. Cuối tháng 9, ông đã trình bày tương quan Xô-Đức cho Stalin và Tổng hành dinh, trong đó chỉ ra tình hình tuy cực kỳ khó khăn cho Liên Xô nhưng vẫn còn những điểm có thể hy vọng như phần phía Bắc của mặt trận vẫn được giữ vững, Leningrad vẫn kháng cự kiên cường và tình hình phía Bắc cho phép tổ tập hợp các đơn vị dự bị để phòng thủ Moskva.
Tháng 10 năm 1941, tình thế ở tiền tuyến ngày càng nguy ngập khi quân Đức tiến như vũ bão về phía Moskva. Lúc này tất cả các thành viên của Đại bản doanh kể cả Stalin đều đã rời Moskva trừ Zhukov và Bunganin (Tư lệnh và Ủy viên hội đồng quân sự Phương diện quân Tây). Là đại diện Đại bản doanh (STAVKA), Vasilevsky được phái đến mặt trận phía Tây để phối hợp việc phòng ngự và đảm bảo việc tiếp viện cho vùng Mozhaisk, nơi Hồng quân đang cố gắng kìm bước tiến của quân đội Đức Quốc xã. Trong những ngày giao chiến ác liệt ở ngoại vi Moskva, Vasilevsky liên tục đi lại giữa Đại bản doanh và tiền tuyến để tổ chức việc phòng ngự Moskva. Trong khi hầu hết Bộ Tổng tham mưu đã di tản khỏi thủ đô (kể cả Tổng tham mưu trưởng, Nguyên soái Shaposhnikov) thì Vasilevsky vẫn ở lại thành phố.
Trận Moskva là một giai đoạn rất khó khăn trong cuộc đời binh nghiệp của Vasilevsky khi quân Đức tiến sát thủ đô tới mức các sĩ quan Đức Quốc xã có thể nhìn thấy nóc những tòa nhà ở Moskva bằng ống nhòm. Thêm vào đó là việc Tổng tham mưu trưởng Shaposnhikov ngã bệnh khiến Vasilevsky phải tự ra những quyết định sống còn cho cả Hồng quân. Ngày 29 tháng 10, một quả bom đã rơi trúng sân Bộ Tổng tham mưu, Vasilevsky bị thương nhẹ nhưng vẫn tiếp tục làm việc, tháng 12 ông phụ trách phối hợp cuộc phản kích của quân đội Xô viết ở Moskva và hướng Rostov. Từ ngày 24 tháng 4 năm 1942, với việc Shaposhnikov lâm bệnh nặng, Vasilevsky được chỉ định làm quyền Tổng tham mưu trưởng và thăng quân hàm lên Thượng tướng.

#### Xuân và hè năm 1942

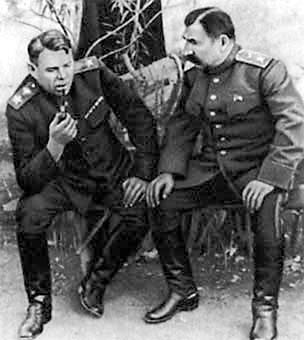
Vasilevsky và Nguyên soái Semyon Budyonny tại Donbass năm 1943

Lúc này tại Đại bản doanh có những mâu thuẫn về triển khai chiến lược của Hồng quân trong giai đoạn Xuân - Hè năm 1942. Tổng tham mưu trưởng Shaposhnikov chủ trương phòng ngự và được tướng Zhukov tán thành về căn bản. Tổng tư lệnh tối cao Stalin cho rằng, đầu mùa hè Hồng quân chưa thể mở những chiến dịch tiến công lớn được, nên cũng chủ trương phòng ngự. Nhưng, bên cạnh đó, Stalin cho là nên mở những chiến dịch tiến công cục bộ ở Krym, ở Kharkov, ở các hướng Lgov, Kursk và Smolensk cũng như ở các vùng Leningrad và Demiansk. Để thực hiện ý tưởng tiến công cục bộ, Stalin đã cho phép Phương diện quân Tây Nam (Tư lệnh là Nguyên soái Timoshenko) tiến hành chiến dịch nhằm tiêu diệt cánh quân địch ở Kharkov bằng lực lượng có sẵn của phương diện quân (những tin tức tình báo chính xác về việc quân Đức sắp sửa công kích mạnh ở phía Nam không được để ý đến).
Do có cái nhìn chiến lược sắc sảo, Vasilevsky đã lập tức nhận ra tính chất mạo hiểm và những nguy cơ của việc thực hiện chiến dịch này, và đã ngay lập tức phản đối kế hoạch nhưng không được chấp nhận. Lúc đầu cuộc tiến công của Phương diện quân Tây Nam triển khai thắng lợi. Sau đó cánh quân xung kích gồm 11 sư đoàn Đức đã đánh vào bên sườn cánh quân xung kích của phương diện quân Tây Nam và uy hiếp cả phương diện quân Nam. Vasilevsky lần thứ hai đại diện Bộ tổng tham mưu đề nghị Stalin cho Phương diện quân Tây Nam dừng cuộc tấn công nhưng vẫn bị bỏ qua.
Ngày 19 tháng 5, cánh quân xung kích của quân Đức hoạt động ở chỗ lồi Barvenkovo đã tiến vào sau lưng quân Liên Xô, và cuối cùng, mãi đến bấy giờ, Timoshenko mới ra lệnh ngừng tiến công tiếp vào Kharkov. Stalin đã chuẩn y quyết định đó. Song đã quá muộn. Giữa tháng 6, Phương diện quân Tây Nam buộc phải hai lần rút lui. Do những thất bại đó nên tình thế cũng như so sánh lực lượng ở phía Nam đã thay đổi rõ rệt có lợi cho quân Đức. Sự thay đổi đó đã diễn ra ở chính nơi mà quân Đức đã dự kiến cuộc tiến công mùa hè của họ. Và chính điều đó đã đảm bảo thắng lợi cho người Đức trong cuộc đột phá về phía Stalingrad và Kavkaz.
Tháng 6 năm 1942, Vasilevsky chính thức được cử làm Tổng tham mưu trưởng và đến tháng 10 là Thứ trưởng Bộ Quốc phòng. Từ ngày 23 tháng 7, ông là đại diện Tổng hành dinh tại mặt trận Stalingrad cùng Zhukov. Hai người đã cùng lập kế hoạch tổ chức phòng thủ Stalingrad và tổ chức phản công với Chiến dịch Sao Thiên Vương.

#### Giữa sông Đông và sông Volga - Trận Stalingrad
Lúc này, sau thất bại ở trận Moskva, Bộ chỉ huy quân Đức có ý đồ đánh đòn bất ngờ ở cánh phía nam mặt trận Xô - Đức. Mục tiêu của ý định này là 
"giành lại quyền chủ động đã bị mất vì thất bại ở ngoại vi Moskva, "tiêu diệt hoàn toàn sinh lực còn lại của Liên Xô, đoạt của bọn Nga thật nhiều trung tâm kinh tế - quân sự". Mục tiêu của "chiến dịch chủ yếu" là Kavkaz, vựa đầu lửa lớn nhất Liên Xô, nhằm cắt đứt nguồn cung cấp nhiên liệu cho các phương tiện máy móc của Hồng quân. Để đảm bảo an toàn cho cánh trái của những đơn vị dành cho mục tiêu này, chi viện cho các đơn vị đó tiến nhanh về phía trước, bộ chỉ huy Đức đã quyết định công kích trên hướng Stalingrad, chiếm Stalingrad hoặc ít ra cũng dùng trọng pháo khống chế, làm mất ý nghĩa là một trung tâm công nghiệp chiến tranh và một đầu mối giao thông.
Do những hoạt động quân sự thất bại của Phương diện quân Tây Nam đầu mùa hè, Hồng quân đã tạo ra kẽ hở tuyệt vời cho quân Đức thực hiện ý đồ. Cuối cùng thì cuộc tấn công của quân Đức (chiến dịch Blau) cũng chính thức mở màn vào ngày 28 tháng 6 năm 1942 khi các lực lượng của Cụm Tập đoàn quân Nam tấn công vào miền Nam Nga. Khởi đầu của chiến dịch diễn ra rất thuận lợi cho quân Đức. Các lực lượng Hồng quân gần như không có bất cứ hành động kháng cự quyết liệt nào trên những vùng thảo nguyên trống trải. Quân Đức đã đánh tan phòng tuyến Sông Đông của quân đội Xô Viết. Ban đầu Bộ chỉ huy quân Đức định chỉ dùng Tập đoàn quân 6 của Paulus, số 2 của Đức, số 2 của Hungary, số 8 của Ý chiếm Stalingrad trong hành tiến, nhưng do sức kháng cự mãnh liệt của quân đội Liên Xô mà mục tiêu này không thực hiện được. Hơn nữa các lực lượng dự bị có thể sử dụng ngay của Đại bản doanh Liên Xô STAVKA là các tập đoàn quân 62, 63, 64 đều được điều đến Stalingrad làm tăng cường đáng kể lực lượgn phòng thủ. Mặt khác cuộc tiến công lớn của Đức ở Kavkaz cũng không đạt được mục đích do các đơn vị xe tăng không vượt qua được dãy Kavkaz vì đụng phải sức chống cự rất mạnh của Hồng quân vốn có ưu thế dựa vào địa hình hiểm trở nên đã phòng thủ rất hiệu quả. Các lực lượng dự bị hùng hậu của Liên Xô từ tung thâm đất nước liên tục kéo về Stalingrad do đó Stalingrad từ hướng phụ trở thành hướng chính tập trung hầu hết các lực lượng tinh nhuệ nhất của quân Đức.
Vasilevsky lập tức được cử đến miền nam, đại diện Đại bản doanh phối hợp hoạt động của các đơn vị Hồng quân, và tại đây, lần đầu tiên Vasilevsky thể hiện tài thao lược trên quy mô lớn. Ông liên tục cho các tập đoàn quân xe tăng, các đơn vị hỏa lực công kích vào sườn các đơn vị thiết giáp và bộ binh cơ giới rất mạnh của Đức đang tiến về Stalingrad, đã làm chậm đáng kể sức tấn công của quân Đức, tạo điều kiện cho các lực lượng bảo vệ thành phố thiết lập vành đai phòng thủ phía ngoài và trong nội thành Stalingrad. Nhưng do chiếm ưu thế áp đảo về lực lượng, quân Đức vẫn tiến lên được và về sau đã tiến được vào nội thành Stalingrad. Vasilevsky đã trực tiếp chỉ đạo các đơn vị Liên Xô phòng thủ thành phố, đến tận các nhà máy Tháng Mười đỏ, Chiến lũy kiểm tra tình hình thực tế chiến đấu. Kết quả là giữa tháng 10, vì kiệt sức sau các trận đánh ác liệt, bộ chỉ huy Đức buộc phải ra lệnh cho quân lính ở gần Stalingrad chuyển sang phòng ngự (kể cả lực lượng Đức trong thành phố). Chiến dịch phòng ngự của Hồng quân là mẫu mực của nghệ thuật chiến đấu bảo vệ thành phố, dựa vào hệ thống công sự vững chắc và hệ thống hỏa lực liên hoàn, các đơn vị Liên Xô đã giữ vững được trận tuyến trong điều kiện toàn bộ chiều sâu 300 – 600 km đều nằm dưới sự khống chế của hỏa lực địch (do không quân Đức giai đoạn đầu đã hoàn toàn làm chủ bầu trời). Nổi bật là việc sử dụng lực lượng dự bị cơ động thực hành phản công, phản đột kích liên tục nhằm cải thiện thế trận phòng ngự, luôn giành lấy quyền giáng đòn cuối cùng trong mỗi trận đánh để xóa bỏ mọi cố gắng của đối phương. Trước những tổn thất nặng nề của quân Đức (trong vòng từ tháng 7 đến tháng 11, bộ chỉ huy Đức đã mất gần 70 vạn lính và sĩ quan, hơn một nghìn xe tăng, trên hai nghìn pháo và súng cối và hơn 1.400 máy bay). Vasilevsky có ý định: tổ chức và tiến hành phản công, mà lại là một cuộc phản công không những sẽ làm thay đổi căn bản tình hình ở vùng này, mà còn làm đổ sụp cả cánh phía Nam của trận tuyến địch, nơi hiện vẫn còn hoạt động mạnh mẽ. Ý định đó đã được thông qua sau một cuộc trao đổi ý kiến giữa Stalin, Zhukov và Vasilevsky. Thực chất ý đồ chiến lược đó là: từ vùng Serafimovich (tức là phía Tây Bắc Stalingrad) và từ lối đi hẹp giữa hồ Tsatsa và Bác-man-txác (tức là phía Nam Stalingrad), trên hướng chung tới Ca-la-tsơ ở phía Tây Stalingrad, sẽ giáng những đòn đồng tâm mạnh vào các sườn của cánh quân địch đã bị lôi cuốn vào những trận đánh kéo dài để giành thành phố, rồi sau đó sẽ bao vây và tiêu diệt chủ lực của chúng là tập đoàn quân 6 và tập đoàn quân xe tăng 4 của Đức.
Sau khi các lực lượng tăng cường của Đại bản doanh STAVKA đến gần Stalingrad, chiến dịch phản công ở Stalingrad bắt đầu. Các đòn đánh hiệp đồng ác liệt của Hồng quân đã bao vây hoàn toàn 33 vạn quân Đức trong một lòng chảo dài 50 km từ Đông sang Tây và 40 km từ Bắc xuống Nam tại khu vực Tây Bắc Stalingrad, có chu vi lên đến 170 km. Đây là lần đầu tiên kể từ khi Chiến tranh Xô - Đức nổ ra, quân đội Đức Quốc xã bị bao vây trong một "cái chảo" lớn như vậy. Cụm quân Đức bị vây gồm các quân đoàn bộ binh 8, 17, 29, 51 và quân đoàn xe tăng 40 thuộc Tập đoàn quân 6, Quân đoàn cơ giới 24 thuộc Tập đoàn xe tăng 4 và tàn quân của 2 tập đoàn quân 3, 4 (Rumani), một trung đoàn bộ binh Croatia và các đơn vị chuyên môn kỹ thuật. Cùng bị bao vây với đội quân gồm 22 sư đoàn này còn có 340 xe tăng (trong đó hơn 200 chiếc đã trở thành các công sự bọc thép cố định được chôn ngầm dưới đất), 5.230 pháo và súng cối cùng hơn 10 nghìn xe tải các loại. Hoảng sợ, Hitler vội điều đạo quân của Thống chế Manstein đến phá vây. Cuộc chiến giữa trong đánh ra ngoài đánh vào (của quân Đức) và xiết chặt vòng vây của Hồng quân Liên Xô đã diễn ra hết sức ác liệt, kết quả là đạo quân von Manstein phải lùi ra xa và chịu tổn thất nặng nề. Sau đó Hồng quân tiếp tục thực hiện Chiến dịch Cái vòng (chỉ huy soạn thảo: Vasilevsky - đơn vị trực tiếp thực hiện: Phương diện quân sông Đông) để tiêu diệt đạo quân bị bao vây, kết quả: 2/3 đạo quân tinh nhuệ này bị giết, 1/3 bị bắt sống, trong đó có Thống chế Paulus và 24 viên tướng. Chiến dịch phản công là mẫu mực kiệt xuất về tổ chức hợp vây và tiêu diệt một tập đoàn quân rất lớn với trang bị mạnh của địch. Việc phản công quy mô cụm phương diện quân và hợp vây là một phát triển mới về nghệ thuật quân sự. Một phát triển mới khác trong nghệ thuật hợp vây mà các chiến dịch sau này của Hồng quân áp dụng là việc thiết lập các chính diện vòng ngoài và sử dụng tập trung bộ đội tăng – cơ giới để nâng cao tốc độ đột phá và phát triển. Xác định chính xác hướng chủ yếu và tung ra thời cơ phản công và đúng lúc địch không còn lực lượng dự bị lại là một nhân tố khác. Hồng quân cũng đạt được yếu tố bất ngờ chiến dịch ở việc tập trung những lực lượng dự bị mà địch không thể ngờ tới.
Trận Stalingrad (mà trong đó Vasilevsky đóng vai trò nổi bật) đã mở ra bước ngoặt của Thế chiến. Sau trận này, những lực lượng tinh nhuệ nhất của quân Đức ở Mặt trận phía Đông đều đã bị tiêu diệt hoặc tổn thất nặng nề (tổn thất về sĩ quan có kinh nghiệm chiến đấu là không thể bù đắp nổi). Kể từ đó Đức chẳng những hoàn toàn mất quyền chủ động chiến lược mà yếu tố bất ngờ cũng không còn. Dẫn tới thất bại không thể tránh khỏi của quân đội Đức.

#### Chiến thắng

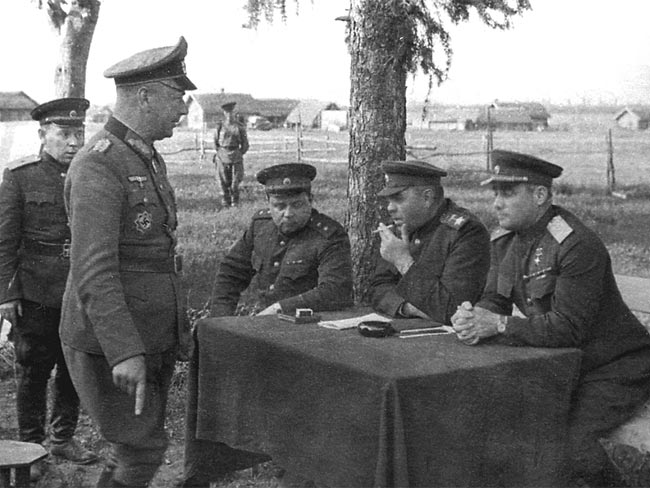
Nguyên soái A. M. Vasilevsky (ngồi giữa) thẩm vấn tướng Đức Friedrich Gollwitzer bị bắt trong chiến dịch Bagration, ngày 28 tháng 6 năm 1944

Tháng 1 năm 1943, Vasilevsky nhận nhiệm vụ phối hợp các cuộc phản công của Hồng quân ở vùng thượng Sông Đông gần Voronezh và Ostrogozhsk dẫn tới việc bao vây được vài sư đoàn thuộc phe Trục. Từ giữa tháng 1, Vasilevsky được phong quân hàm Đại tướng và chỉ 29 ngày sau ông được phong Nguyên soái Liên Xô (16 tháng 2 năm 1943).
Tháng 3 năm 1943, sau sự hình thành vòng cung Kursk và thất bại của cuộc phản công Kharkov lần ba, Vasilevsky và Zhukov đã thuyết phục Stalin hoãn cuộc tấn công và chờ hành động của quân Đức. Sau khi kế hoạch phản công của Đức Quốc xã bị hủy bỏ vào tháng 5, Vasilevsky lại thành công trong việc bảo vệ kế hoạch chờ đợi quân Đức hành động. Cuối cùng Trận Vòng cung Kursk cũng nổ ra ngày 4 tháng 7 năm 1943, Vasilevsky chịu trách nhiệm phối hợp hoạt động của Phương diện quân Voronezh và Phương diện quân Thảo nguyên, sau thất bại nặng nề của quân Đức tại trận này, ông lại tiếp tục vạch kế hoạch và chỉ huy thực hiện các chiến dịch phản công tại vùng Donbass và sau đó là ở Krym.
Từ đầu năm 1944, Vasilevsky chịu trách nhiệm phối hợp các cuộc tấn công ở bờ phải Sông Dnieper, dẫn đến thắng lợi quyết định ở Đông Ukraina của Hồng quân. Ngày 10 tháng 4 năm 1944, sau khi Odessa được giải phóng, Vasilevsky đã được tặng thưởng Huân chương Chiến thắng, ông là người thứ hai được thưởng huân chương này chỉ sau Nguyên soái Zhukov. Ngày 10 tháng 5, chiếc xe chở Vasilevsky vấp phải mìn trong một chuyến đi thanh tra mặt trận, ông bị thương ở đầu và được chuyển về Moskva.
Trong Chiến dịch Bagration, Vasilevsky là người sắp xếp các cuộc tấn công của Phương diện quân Baltic 1 và Belorussia 3, sau khi lực lượng Xô viết tiến vào các nước vùng Baltic, ông kiêm luôn tất cả các Phương diện quân ở đây trừ Phương diện quân Baltic 3. Ngày 29 tháng 7 năm 1944, Vasilevsky được phong Anh hùng Liên bang Xô viết.
Tháng 2 năm 1945, Vasilevsky trở thành Tư lệnh Phương diện quân Belorussia 3 tiến vào Đông Phổ, tướng Aleksei Antonov thay ông giữ chức Tổng tham mưu trưởng. Với chiến thắng ở Đông Phổ và Königsberg, Vasilevsky lần thứ hai được nhân Huân chương Chiến thắng.

#### Chiến dịch Mãn Châu Lý
Xem thêm: Chiến dịch Mãn Châu (1945)
Từ cuối năm 1944, Vasilevsky bắt đầu phác thảo kế hoạch tấn công lực lượng Nhật Bản đóng tại Mãn Châu Lý. Tháng 6 năm 1945, sau khi Stalin chấp nhận kế hoạch này, Vasilevsky được cử làm Tổng tư lệnh các lực lượng vũ trang Liên Xô tại Viễn Đông và bay tới Chita để thực hiện kế hoạch. Trong vòng 24 ngày, từ 9 tháng 8 đến 2 tháng 9 năm 1945, đội quân Quan Đông của Nhật Bản đã bị đánh bại, trong số 1,6 triệu quân Liên Xô tham chiến, số thương vong chỉ là 37.000 người (dù cho Liên Xô có ưu thế hoàn toàn so với quân Nhật).. Nhờ thành tích này, lần thứ 2 Vasilevsky được phong danh hiệu Anh hùng Liên Xô vào ngày 8 tháng 9.

### Sau chiến tranh
Từ năm 1946 đến năm 1949, Vasilevsky lại giữ chức Tổng tham mưu trưởng, và sau đó là Bộ trưởng Bộ Quốc phòng từ năm 1949 đến năm 1953. Năm 1956 ông được chuyển sang làm Thứ trưởng Bộ Quốc phòng phụ trách Khoa học quân sự, một chức danh không có quyền lực thực tế. Năm 1959, Vasilevsky trở thành Tổng thanh tra quân đội, một chức danh mang ý nghĩa danh dự dành cho các quân nhân cấp cao. Năm 1973 ông cho xuất bản tập hồi ký Sự nghiệp cả cuộc đời. Aleksandr Vasilevsky mất ngày 5 tháng 12 năm 1977 và được chôn cất tại chân bức tường của Điện Kremlin.

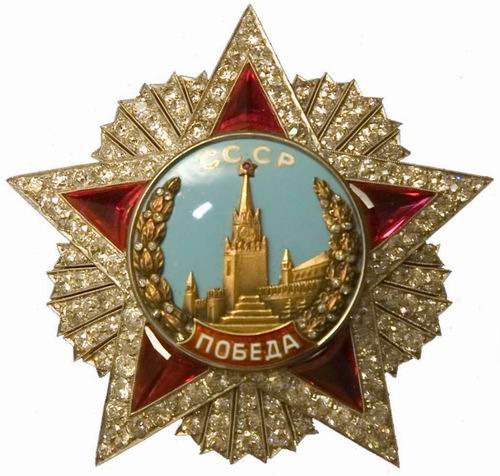
Huân chương Chiến thắng của Nguyên soái Vasilevsky

## Tặng thưởng
Vasilevsky là một trong những tướng lĩnh được tặng thưởng nhiều huân huy chương và danh hiệu nhất trong lịch sử Liên Xô. Ông hai lần được phong Anh hùng Liên Xô cho các thành tích trên hai mặt trận phía Đông và phía Tây.
Vasilevsky cũng được trao hai Huân chương Chiến thắng sau các chiến dịch giải phóng Krym và Đông Phổ (chỉ có hai người khác cũng có vinh dự này đó là Zhukov và Stalin).
Ngoài ra trong thời gian tại ngũ ông đã được tặng thưởng 8 Huân chương Lênin, Huân chương Suvorov hạng nhất và Huân chương Sao đỏ. Bên cạnh đó, Vasilevsky cũng được tặng thưởng tổng cộng 14 huy chương các loại và nhiều danh hiệu của các nhà nước khác.

## Tính cách và đánh giá
Vasilevsky được coi là một vị chỉ huy tử tế và mềm mỏng. Tướng S.M. Stemenko, một thành viên Bộ Tổng tham mưu trong chiến tranh miêu tả Vasilevsky là một sĩ quan thông minh, khiêm tốn, cực kì kinh nghiệm và rất có tài trong việc hoạch định chiến lược và tổ chức chiến dịch. Vasilevsky cũng luôn tỏ thái độ tôn trọng cấp dưới và nhạy bén trong giao tiếp, tính cách này được Stalin đánh giá rất cao và tin tưởng tuyệt đối. Còn Nguyên soái Zhukov nhận xét Vasilevsky là một vị chỉ huy tài ba, có được sự tin cậy từ Stalin và thuyết phục được ông ta trong những cuộc tranh luận căng thẳng. Trong cuốn hồi ký của mình, Vasilevsky không hề nhắc tới những danh hiệu cao quý mà ông nhận được, điều này cũng chứng tỏ sự khiêm tốn của vị Tổng tham mưu trưởng.

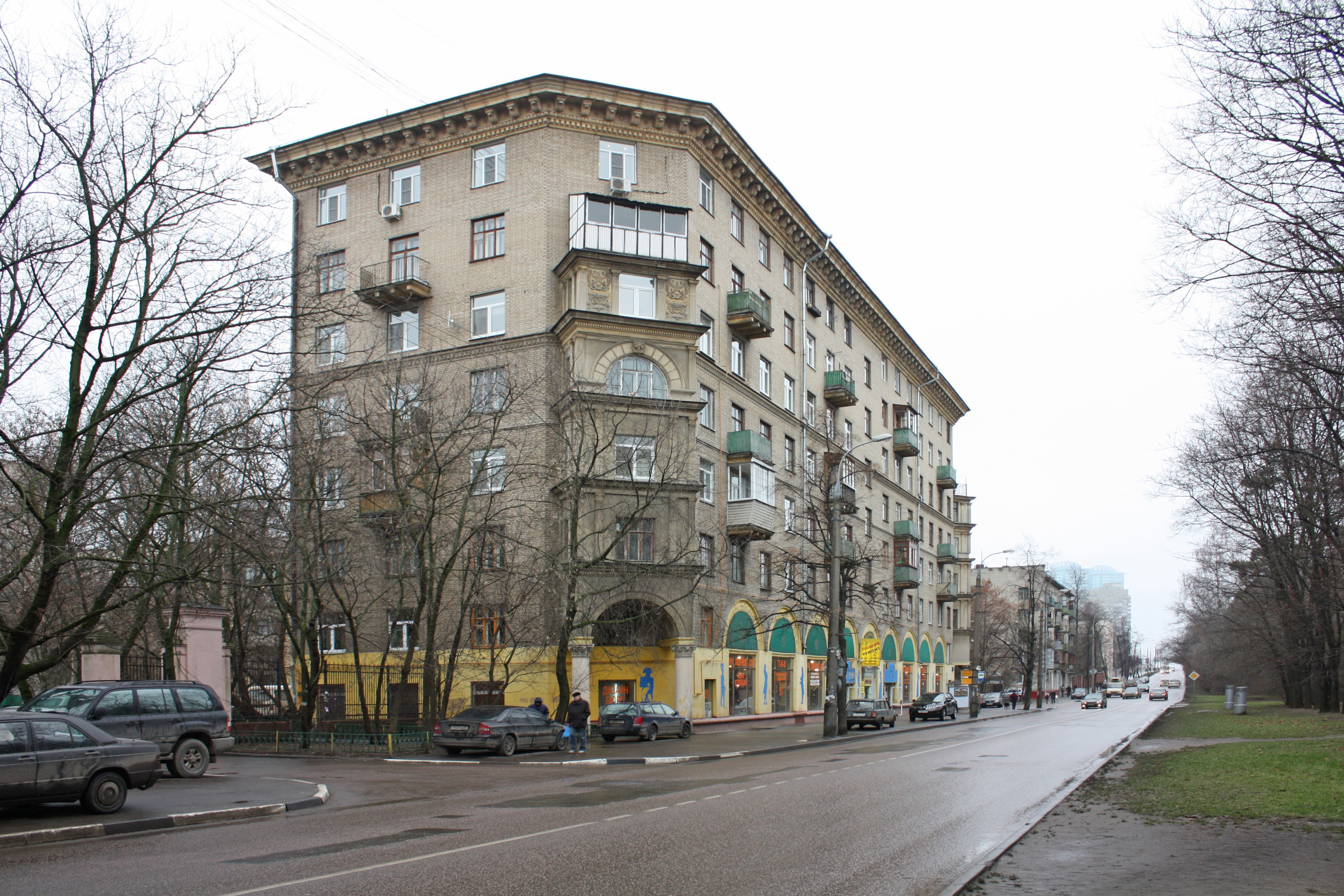
Phố Nguyên soái Vasilevsky ở Moskva

Tuy vậy, Vasilevsky cũng gặp phải một vài chỉ trích. Nikita Khrushchev trong cuốn hồi ký của mình cho rằng Vasilevsky là một chỉ huy thụ động và hoàn toàn bị Stalin chi phối, Khrushchev cũng cho rằng Vasilevsky phải chịu trách nhiệm cho thất bại ở Kharkov mùa Thu năm 1942. Người chỉ trích Vasilevsky mạnh mẽ nhất có lẽ là Nguyên soái Rokossovsky, người cho rằng những quyết định của Vasilevsky trong chiến dịch phản công ở Stalingrad là sai lầm.

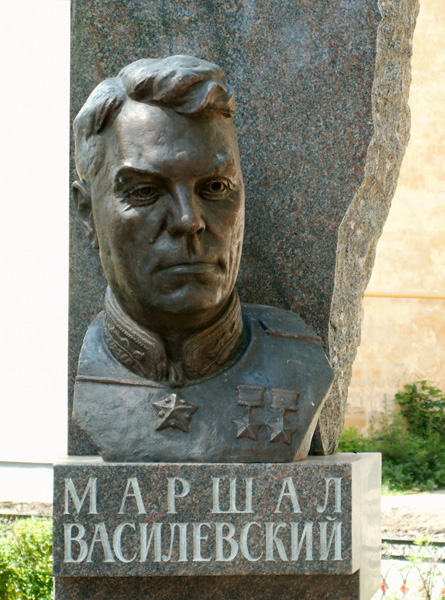
Tượng Nguyên soái Vasilevsky ở Vichuga

Nói chung, cùng với Zhukov, Vasilevsky được đánh giá là hai chỉ huy chủ chốt của Hồng quân trong Chiến tranh giữ nước vĩ đại, đặc biệt là giai đoạn đầu và trong Trận Stalingrad, hai vị Nguyên soái là những người chịu trách nhiệm chính vạch kế hoạch và thực hiện các chiến dịch của Hồng quân và đem lại thắng lợi cuối cùng của Liên Xô trong cuộc chiến với Đức Quốc xã và Nhật Bản.

## Phim
- Забытая Победа (Chiến thắng bị quên lãng)/ Battlefield. Manchuria - The Forgotten Victoria Lưu trữ ngày 18 tháng 10 năm 2010 tại Wayback Machine. Phim tài liệu (tiếng Nga) về chiến dịch tấn công chiến lược Mãn Châu dưới sự lãnh đạo của A. M. Vasilevskiy.